# 迪奥曼西·卡马拉
迪奧曼西·梅迪·穆斯塔法·卡馬拉（法語：Diomansy Mehdi Moustapha Kamara，1980年11月8日—）是一名在法國巴黎出生的塞内加尔職業足球員，司職前鋒。卡馬拉外號「非洲瞪羚」（African gazelle），是塞內加爾國家隊成員，曾參加3屆非洲國家盃決賽週。卡馬拉信奉伊斯兰教。

## 生平

### 球會

#### 早年
卡馬拉在法國巴黎出生，父親是塞内加尔移民而母親是法國人。自小熱愛踢足球的卡馬拉加入熱訥維耶（Gennevilliers）的足球學校學藝，於參加競賽時引起當地的巴黎紅星及巴黎競技兩支球隊的注目，曾擔任足球運動員的卡馬拉父親吉布里尔（Djibril）為兒子選擇加盟巴黎紅星，自此開展他的職業足球事業。
在紅星逗留長達6年並於最後一年成功晉身一隊後，卡馬拉於1999年出國前赴義大利加盟丙二級球隊卡坦沙奴，上陣34場及射入9球。獲得意乙球會摩德納的賞識，初時借用，其後以350萬歐元正式收購，更於首季協助球隊取得聯賽亞軍升班意甲，卡馬拉其後與前義大利小國腳阿莫鲁索在鋒線合作一季。卡馬拉為摩德納上陣82場及射入15球，被義大利傳媒稱為「摩德納瞪羚」（The gazelle of Modena）。

#### 樸茨茅夫
2004年8月英超球會樸茨茅夫初時希望借用，其後落實正式收購卡馬拉，簽約三年，其250萬英鎊（其後證實為225萬英鎊）身價是球會當時付出的轉會費新記錄。9月11日在英超首次亮相，於主場3-1擊敗水晶宮下半場後補登場；9月21日首次正選上陣，在英格蘭聯賽盃第二圈作客對，下半場65分鐘卡馬拉接應貝加底線傳中以左腳射入，1-0淘汰對手晉級下一圈。10月24日聯賽作客對米杜士堡，開賽僅5分鐘卡馬拉即先拔頭籌兼取得個人首個英超入球，更因脫衣慶祝而被球證出示黃牌警告，但達寧下半場為米堡扳平1-1完場。於下一場賽事在聯賽盃2-1淘汰列斯聯他在先拔頭籌後又再脫衣慶祝，時任領隊哈利·列納要求精通義大利語的教練祖·佐敦加以勸阻，而助理領隊占·史密夫（Jim Smith）笑說要用超能膠將他的球衣與球褲粘在一起。10月30日主場2-0擊敗曼聯，卡馬拉於30分鐘遭史高斯踢傷膝蓋退下火線，賽後證實雖然不用動手術治理，但仍需缺陣6星期。
2005年1月29日英格蘭足總盃第四圈對修咸頓，卡馬拉雖然博得一個十二碼由耶古保射入一度扳平比數1-1，但他稍後因為一次無謂的手球接獲第二面黃牌被驅逐離場，而樸茨茅夫亦在完場被判罰一個富爭議的十二碼，由高治操刀射入，樸茨茅夫以1-2遭南岸死對頭淘汰出局。卡馬拉在樸茨茅夫初期表現出色，惟及後狀態下滑及受膝傷困擾，整季為球隊在各項賽事上陣29場及射入6球。效力僅一季後，樸茨茅夫利用合約中的免責條款（escape clause），如卡馬拉效力不足兩年，可以回收150萬英鎊，當時修咸頓亦有意羅致，但卡馬拉希望留在英超參賽，因而加盟由白賴仁·笠臣帶領的西布朗。

#### 西布朗
2005/06年球季揭幕日西布朗作客0-0賽和曼城，卡馬拉於下半場後補入替簡奴首次上陣；而他為球隊射入的首個聯賽入球要等到次循環再對曼城才取得，卡馬拉首開記錄，最終以2-0獲勝；在此以前，他僅在英格蘭聯賽盃4-1淘汰巴拉福特射入1球。在上季驚險成功保級的西布朗收購卡馬拉原意是增強攻力，但他卻在季中缺陣4星期代表塞內加爾參賽非洲國家盃，歸隊後沒有再取得入球，整個球季僅有兩球斬獲，西布朗最後以第19位的成績降班英冠。
西布朗雖然降班，但仍然在2006年8月與卡馬拉簽訂三年新約再加一年優先續約權。他因季前操練時右腳骨折而延遲到9月尾才復出，首場聯賽於主場迎戰列斯聯，在下半場以後補身份登場時，球隊已有麥沙尼被罰離場而只餘10人作賽，卡馬拉梅開二度協助球隊以4-2取勝。10月份5場聯賽卡馬拉轟入6球，使他獲選「英冠每月最佳球員」；到翌年2月份的7場賽事又射入4球，獲選「PFA球迷票選每月最佳球員」；並入選PFA年度最佳陣容。西布朗聯賽排名第4位參加升班附加賽，準決賽首回合作客對狼隊，卡馬拉射入奠勝球協助球隊3-2旗開得勝，次回合主場再勝1-0，累計4-2獲勝晉級決賽，在溫布萊球場對打比郡，但不幸以0-1落敗錯失升班機會。卡馬拉整季在各項賽事上陣43場及射入23球，與祖柏併列英冠神射手次席，並獲選「西布朗年度最佳球員」。

#### 富咸
由於西布朗未能升班，卡馬拉向會方提出轉會要求，西布朗表示除非獲得合適的價錢，否則不會放人。2007年7月9日卡馬拉終於如願轉投英超球會富咸，簽署四年合約，身價達到600萬英鎊，是西布朗歷來收取最高的轉會費。2007年8月12日卡馬拉首次披甲上陣，在作客1-2負於阿仙奴下半場後補登場；8月28日在英格蘭聯賽盃第二圈作客對取得加盟後首球兼賽事唯一入球，1-0淘汰對手晉身下一圈；僅4天後，他在聯賽亦打開入球進帳，於完場前一記倒掛射破熱刺大門將比數扳平3-3；苦戰到11月卡馬拉才再取得入球，於主場對布力般流浪除博得一記十二碼由梅菲射入首開記錄外，他自己亦近門剷入1球，但只能與客隊賽和2-2各得1分。於上半季僅有3球斬獲後，卡馬拉又再因代表塞內加爾征戰非洲國家盃而長時間缺陣。歸隊後富咸已深陷降班區域，但他仍然忘帶射門鞋，直到2008年3月29日作客2-2賽和打比郡才再頂入1球，並將對手踢落英冠，雖然只餘6輪賽事，仍然距離安全線有6分距離，卡馬拉賽後表示有信心可以成功護級。富咸隨後兩場主場賽事分別負於新特蘭及利物浦，4月26日作客對曼城，開賽後僅20分鐘已落後兩球，卡馬拉於下半場64分鐘才入替大衞·希利，入場6分鐘後即射破祖·赫特的大小龍門為球隊拉近記錄，其後梅菲的十二碼雖然被擋出，但他自己補射入網追平2-2，卡馬拉於完場前再射入1球反勝3-2，於尚餘兩輪賽事與距離安全線僅差3分，富咸重燃護級希望。最終富咸於最後兩仗分別擊敗伯明翰城及樸茨茅夫，於聯賽閉幕日才確保成功護級。加盟首季，卡馬拉於各項賽事合共上陣30場及射入6球。

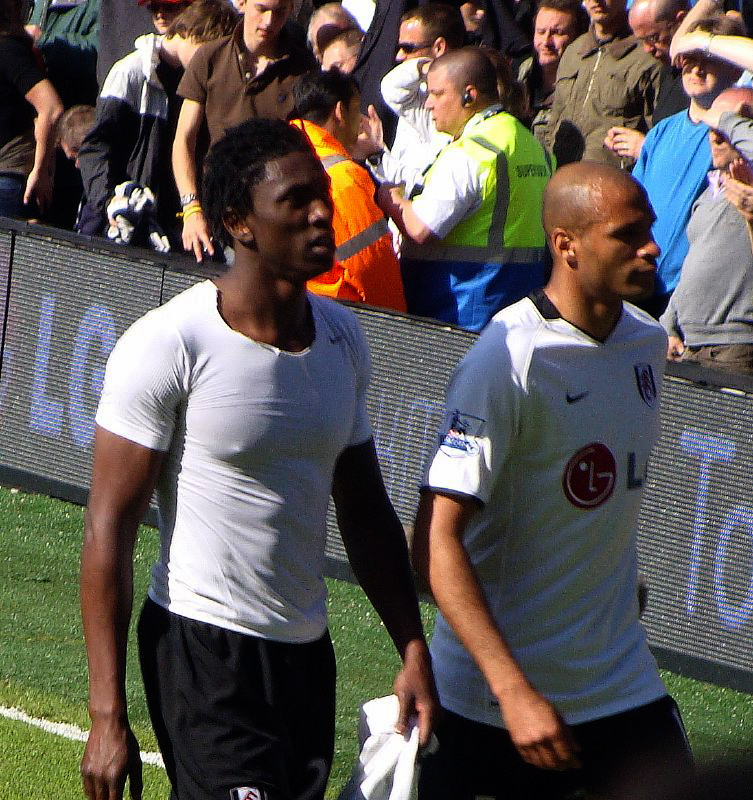
卡馬拉與富咸隊友艾度曉

2008年6月當卡馬拉代表塞內加爾對利比里亞時不幸膝蓋十字韌帶破裂，需要進行接駁手術，估計養傷6個月，要到翌年年初才可復出。2009年2月初卡馬拉恢復操練，於2月22日主場對舊東家西布朗正式復出後補上陣10分鐘。3月14日作客對保頓，他射入復出後首球為球隊鎖定3-1勝局，是富咸季內首場客勝。5月9日卡馬拉自傷後首次正選上陣，主場迎戰阿士東維拉，他梅開二度協助球隊以3-1取勝。雖然因膝傷缺席大半季賽事，卡馬拉於2008/09年球季仍然為富咸在各項賽事合共上陣14場及射入4球，於季末協助球隊力保聯賽第7位，取得來季歐霸盃一個參賽席位。
雖然富咸前鋒一直由與（Bobby Zamora）長期霸佔，但由於多了一條歐洲戰線，卡馬拉於2009/10年球季季初仍取得一定上陣的機會。2009年9月17日於歐霸盃分組賽作客對索菲亞中央陸軍他射入扳平1-1取得重要的客場分數，時任領隊鶴臣隨即拒絕紐卡素的借用要求。10月19日聯賽主場對侯城，卡馬拉射入1球為富咸鎖定2-0勝局。富咸在歐霸盃分組賽最強的對手是意甲的羅馬，卡馬拉透露在效力摩德納時於主客場對羅馬均有入球記錄，11月5日作客羅馬奧林匹克體育場，卡馬拉上半場博得十二碼，親自操刀射入先拔頭籌，但最終富咸在有兩人被逐下反敗1-2鍛羽而回。
外借些路迪
2010年2月1日卡馬拉以借用身份加盟蘇超球會些路迪直至球季結束，與西布朗前領隊托尼·莫布雷（Tony Mowbray）再度合作，於2月2日作客0-1負於基爾馬諾克首度披甲。2月7日在蘇格蘭足總盃作客對鄧弗姆林，卡馬拉在禁區邊緣射入加盟後首球，並助攻予同是借用身份的羅比·堅尼取得首個些路迪入球。2月13日作客皮托德里球場對鴨巴甸，他在這場大手交易4-4的賽事射入首個蘇超入球。於受傷小休後，卡馬拉於4月25日作客2-0擊敗登地聯為球隊首開記錄。總結為些路迪在各項賽事合共上陣10場及射入3球。
重返富咸
卡馬拉於2010年10月16日在卡雲農舍球場1-2負於熱刺射入他在2010/11年球季的首個入球；其後於12月4日作客酋長球場對阿仙奴，卡馬拉射入一度將比數拉平1-1，但當他於下半場退下火線由入替不久，即再失球以1-2敗陣而回。2011年1月8日他在英格蘭足總盃第三圈主場6-2大勝彼德堡演出帽子戲法，但他在下場聯賽作客1-1賽和韋根後再沒有為富咸上陣。
外借李斯特城
2011年3月21日卡馬拉獲借用到英冠球會莱斯特城直到球季結束，於4月2日首次披甲，交出一次助攻協助李斯特城作客3-3賽和米杜士堡，而他自己亦分別於般尼及葉士域治身上各取得一個入球。球季結束後卡馬拉約滿富咸回復自由身。

#### 艾斯基沙希
2011年6月24日卡馬拉加盟土超球會艾斯基沙希（Eskişehirspor），簽約三年。

### 國家隊
卡馬拉代表塞內加爾上陣49場及射入9球。

## 外部連結
- 足球数据库：迪奧曼西·卡馬拉的球员统计数据
- 個人官網（英文）（法文）
- 西布朗官網簡歷[永久]
- 富咸官網簡歷